# Bhutan ai XVII Giochi paralimpici estivi
Il Bhutan ha partecipato ai XVII Giochi paralimpici estivi che si sono svolti a Parigi in Francia, dal 28 agosto all'8 settembre 2024, con una delegazione di un'atleta donna, che ha gareggiato in una disciplina.

## Tiro
Fonte:
| Atleta     | Evento                                                 | Qualificazione | Qualificazione | Finale          | Finale          |
| Atleta     | Evento                                                 | Risultato      | Posizione      | Risultato       | Posizione       |
| ---------- | ------------------------------------------------------ | -------------- | -------------- | --------------- | --------------- |
| Kinley Dem | Femminile R2 - Fucile aria compressa in piedi 10 m SH1 | 616.8          | 10°            | non qualificata | non qualificata |